# Barranco de Loba
Barranco de Loba est une municipalité située dans le département de Bolívar, en Colombie.